# Våra vita grenadjärer
Våra vita grenadjärer är en svensk honnörsmarsch av musikdirektören Gustaf Björkquist.